# Bibracte
Bibracte, egy gall oppidum vagyis megerősített város, a haeduus törzs fővárosa volt, és egész Gallia egyik legfontosabb erődje. A mai Autun közelében volt, Burgundiában, Franciaországban.
I. e. 58-ban az erődítmény közelében zajlott le a bibractei csata, amelyben Julius Caesar legyőzte a helvéteket. I. e. 52-ben Bibractéban kiáltották ki Vercingetorixet a gall koalíció vezetőjének. Julius Caesar, az alesiai csata győztese, Bibractében fejezte be A gall háború című művének diktálását. Néhány évtizeddel azután, hogy Galliát meghódította a Római Birodalom, Bibractét elhagyták, és lakói a 25 kilométerre fekvő Autunbe költöztek. Mivel a helyén nem maradt település, ami összezavarta volna a nyomokat, Bibracte területe kincseket rejt a régészek számára.
Az első ásatásokat Gabriel Bulliot borkereskedő indította el 1867 és 1895 között. Az unokatestvére, Joseph Déchelette, a hires Manuel d'Archéologie szerzője folytatta a munkát 1897 és 1907 között. Ma régészeti park egy védett erdő közepén, ahol európai együttműködéssel ásatásokat folytatnak, fiatal régészeket képeznek. A feltárásokban több európai egyetem kutatói vesznek részt (Sheffield, Kiel, Budapest, Bécs és Lipcse).